# Swannanoa, North Carolina
Swannanoa, North Carolina (енгл. Swannanoa) насељено је место без административног статуса у америчкој савезној држави Северна Каролина.

## Демографија
По попису из 2010. године број становника је 4.576, што је 444 (10,7%) становника више него 2000. године.
| Група             | 2000.         | 2010.         |
| Белци             | 3.730 (90,3%) | 3.767 (82,3%) |
| Афроамериканци    | 209 (5,1%)    | 213 (4,7%)    |
| Азијати           | 27 (0,7%)     | 59 (1,3%)     |
| Хиспаноамериканци | 104 (2,5%)    | 409 (8,9%)    |
| Укупно            | 4.132         | 4.576         |